# Sexto Ejército (Estados Unidos)
El Sexto Ejército es un ejército de campaña del Ejército de los Estados Unidos. Siendo un comando de servicio del Comando Sur de Estados Unidos, su área de responsabilidad incluye 31 países y 15 zonas de soberanía especial en América Central y del Sur y el Caribe. Tiene su sede en Fort Sam Houston.
El Sexto Ejército sirvió intensamente en el Pacífico Sur durante la Segunda Guerra Mundial, incluyendo Nueva Bretaña, Nueva Guinea y Filipinas. El tiempo de posguerra sirvió a las fuerzas militares estadounidenses formarse ante el peligro de un nuevo estado de guerra, pero su inactivación se hizo efectiva en 1995. El ejército se reactivó en 2007.

## Historia
El Sexto Ejército de los Estados Unidos se activó en enero de 1943, al mando del teniente general Walter Krueger. Bajo el nombre en clave de Alamo Force, asumió el control de la mayoría de las unidades del Ejército de Estados Unidos que participaban en la Operación Cartwheel, la campaña para aislar y neutralizar la base japonesa en Rabaul en Nueva Bretaña. Tras la finalización de Cartwheel, el Sexto Ejército se unió al ejército australiano y otras fuerzas de Estados Unidos en la costa norte de Nueva Guinea. El objetivo a partir de entonces fue constantemente de carácter terrestre, al igual que en la etapa anterior, de manera que el ejército pudiera establecer una guarnición, una pista de aterrizaje, y luego seguir adelante.
En septiembre de 1944, el Sexto Ejército fue liberado de las operaciones en Nueva Guinea por el Octavo Ejército de los Estados Unidos. El 20 de octubre de 1944, el X Cuerpo y XXIV Cuerpo, mediante el Sexto Ejército, invadieron Leyte en Filipinas. Sobre diciembre, Leyte fue asegurado, y el Sexto Ejército fue relevado de nuevo al Octavo Ejército para preparar la invasión de Luzón. Como preludio a la invasión, la isla de Mindoro fue invadida por el Fuerza Operativa de las Bisayas Occidentales que comprendía el 19.º y el 503.º regimientos de combate. El Sexto Ejército tomó parte en la invasión del golfo de Lingayen, el 9 de enero de 1945 con las unidades subordinadas del I y XIV cuerpos. Las unidades Sexto Ejército lucharon hacia el sur hasta que se encontraron al Octavo Ejército avanzando desde alrededor de Manila. El Sexto Ejército continuó para despejar el norte de Luzón hasta el final de la guerra. Hubiera proporcionado las fuerzas de tierra para la primera fase de la invasión de Japón, pero la rendición provocó su cancelación.
La ocupación de Japón fue seguida por un corto tiempo hasta que el Sexto Ejército volvió a los Estados Unidos, con sede en el Presidio de San Francisco. A continuación, se hizo responsable de la formación de las fuerzas del ejército de la parte continental de Estados Unidos, hasta que fue inactivado como parte de reducciones de la fuerza en junio de 1995.

## Reactivación
En 2007 se decidió que el Ejército Sur se designaría de nuevo como Ejército Sur (Sexto Ejército) en el marco del programa de la modularización del Ejército. La nueva sede estaría comprendida en el Centro Médico de la Old Brooke del Ejército en Fort Sam Houston.

## En la cultura popular
El Sexto Ejército tiene un papel destacable en la película de 1953 The War of the Worlds, donde se muestra la defensa de Los Ángeles de un ataque de los marcianos. En la película, el comandante del 6.º Ejército (el general Mann) es interpretado por el actor Les Tremayne.